# Jatropha sotoi-nunyezii
Jatropha sotoi-nunyezii là một loài thực vật có hoa trong họ Đại kích. Loài này được Fern.Casas & E.Martínez mô tả khoa học đầu tiên năm 2008.